# وودسبورو (مریلند)
وودسبورو (به انگلیسی: Woodsboro) شهری در ایالت مریلند کشور ایالات متحده آمریکا است که جمعیت آن در سرشماری سال ۲۰۱۰ میلادی، ۱٬۱۴۱ نفر بوده‌است.